# Vlekkend uitbreekkogeltje
Het vlekkend uitbreekkogeltje (Diaporthe pardalota) is een schimmel behorend tot de Diaporthaceae die voorkomt op kruidachtige plantdelen, zoals twijgen, in loofbossen.

## Kenmerken
Anamorf
De conidiomata meten 1000 × 400 × 300 µm. De conidiogene cellen meten 12-18 × 1,5 µm. De alfa-conidia meten 7-9 × 1,5-2,5 µm.
Teleomorf
De stromata die op het oppervlak verschijnen als scherp omlijnde entostromatische gebieden die langwerpig tot elliptisch zijn. Ze kunnen samenvloeien. De ascomata zijn bolvormig of enigszins afgeplat. Ze komen individueel of in soms in kleine groepjes van 2-3 verspreid voor en meten 320-480 × 120-160 µm. De ostiolen zijn kortcilindrisch tot conisch en licht gebarsten. De asci meten 40-55 × 6-8 µm. De ascosporen zijn spoelvormig-ellipsvormig, enigszins ingesnoerd bij het septum en meten 9,5-12(-15) × 2,5-3,5(-4) µm.

## Verspreiding
In Nederland komt het vlekkend uitbreekkogeltje zeldzaam voor.